# Награда „Хюго“ за най-добър разказ
Награда Хюго за най-добър разказ (на английски: Hugo Award for Best Short Story) е една от категориите, в които се връчва награда Хюго. В тази категория се номинират произведения, които имат размер от 7500 или по-малко думи. Първата награда Хюго за най-добър разказ е връчена през 1955 г., но през 1996, 2004 и през 2001 г. са връчени награди съответно за годините 1946, 1951 и 1954 г.

## Победители

### 1946
„Uncommon Sense“ – Хал Клемънт

### 1951
„To Serve Man“ – Деймън Найт

### 1954
„The Nine Billion Names of God“ – Артър Кларк

### 1955
„Allamagoosa“ – Ерик Ръсел

### 1956
„The Star“ – Артър Кларк

### 1960
„Flowers for Algernon“ – Даниел Кийз

### 1961
„The Longest Voyage“ – Пол Андерсън

### 1962
„Hothouse series“ – Брайън Олдис

### 1963
„The Dragon Masters“ – Джак Ванс

### 1964
„No Truce With Kings“ – Пол Андерсън

### 1965
„Soldier, Ask Not“ – Гордън Диксън

### 1966
„'Repent, Harlequin!' Said the Ticktockman“ – Харлан Елисън

### 1967
„Neutron Star“ – Лари Нивън

### 1968
„I Have No Mouth, and I Must Scream“ – Харлан Елисън

### 1969
„The Beast That Shouted Love at the Heart of the World“ – Харлан Елисън

### 1970
„Time Considered as a Helix of Semi-Precious Stones“ – Самюел Дилейни

### 1971
„Slow Sculpture“ – Теодор Стърджън

### 1972
„Inconstant Moon“ – Лари Нивън

### 1973
- „Eurema's Dam“ – Рафаел Лаферти
- „The Meeting“ – Фредерик Пол и Сирил Корнблът

### 1974
„The Ones Who Walk Away from Omelas“ – Урсула Ле Гуин

### 1975
„The Hole Man“ – Лари Нивън

### 1976
„Catch That Zeppelin!“ – Фриц Лейбър

### 1977
„Catch That Zeppelin!“ – Джо Холдеман

### 1978
„Jeffty Is Five“ – Харлан Елисън

### 1979
„Cassandra“ – Каролайн Чери

### 1980
„The Way of Cross and Dragon“ – Джордж Мартин

### 1981
„Grotto of the Dancing Deer“ – Клифърд Саймък

### 1982
„The Pusher“ – Джон Варли

### 1983
„Melancholy Elephants“ – Спайдър Робинсън

### 1984
„Speech Sounds“ – Октавия Бътлър

### 1985
„The Crystal Spheres“ – Дейвид Брин

### 1986
„Fermi and Frost“ – Фредерик Пол

### 1987
„Tangents“ – Грег Беър

### 1988
„Why I Left Harry's All-Night Hamburgers“ – Лорънс Уат-Еванс

### 1989
„Kirinyaga“ – Майк Резник

### 1990
„Boobs“ – Сюзи Чарнас

### 1991
„Bears Discover Fire“ – Тери Бисон

### 1992
„Bears Discover Fire“ – Джефри Ландис

### 1993
„Even the Queen“ – Кони Уилис

### 1994
„Death on the Nile“ – Кони Уилис

### 1995
„None So Blind“ – Джо Холдеман

### 1996
„The Lincoln Train“ – Маурин МакХю

### 1997
„The Soul Selects Her Own Society“ – Кони Уилис

### 1998
„The 43 Antarean Dynasties“ – Майк Резник

### 1999
„The Very Pulse of the Machine“ – Майкъл Суонуик

### 2000
„Scherzo with Tyrannosaur“ – Майкъл Суонуик

### 2001
„Different Kinds of Darkness“ – Дейвид Лангфорд

### 2002
„Different Kinds of Darkness“ – Майкъл Суонуик

### 2003
„Falling Onto Mars“ – Джефри Ландис

### 2004
„A Study in Emeralds“ – Нийл Геймън

### 2005
„Travels with My Cats“ – Майк Резник

### 2006
„Tk'tk'tk“ – Дейвид Ливайн

### 2007
„Impossible Dreams“ – Тим Прат

### 2008
„Tideline“ – Елизабет Беър

### 2009
„Exhalation“ – Тед Чан

### 2010
„Bridesicle“ – Уил Макинтош

### 2011
„For Want of a Nail“ – Мери Робинет Ковал

### 2012
„The Paper Menagerie“ – Кен Лиу

### 2013
„Mono no Aware“ – Кен Лиу

### 2014
„The Water That Falls on You from Nowhere“ – Джон Чу

### 2015
няма връчена награда

### 2014
„Cat Pictures Please – Наоми Критзър